# Société de transport de Montréal
Die Société de transport de Montréal (englisch eher selten: Montreal Transit Corporation, deutsch: Transportgesellschaft Montreal; abgekürzt STM) ist ein Transportunternehmen, das in der kanadischen Stadt Montreal und ihren Vororten tätig ist. Es setzt Omnibusse ein und betreibt die Metro Montreal.
STM betreibt das viertgrößte öffentliche Verkehrsnetz in Nordamerika, nach New York City Transit Authority, Toronto Transit Commission und der U-Bahn Mexiko-Stadt. Im Jahre 2011 nutzten durchschnittlich 2.524.500 Passagiere täglich die Fahrzeuge der STM.

## Geschichte

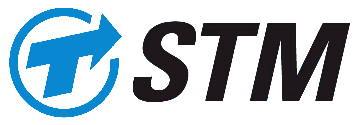
Altes Logo der STM

Netzplan der Metro Montreal

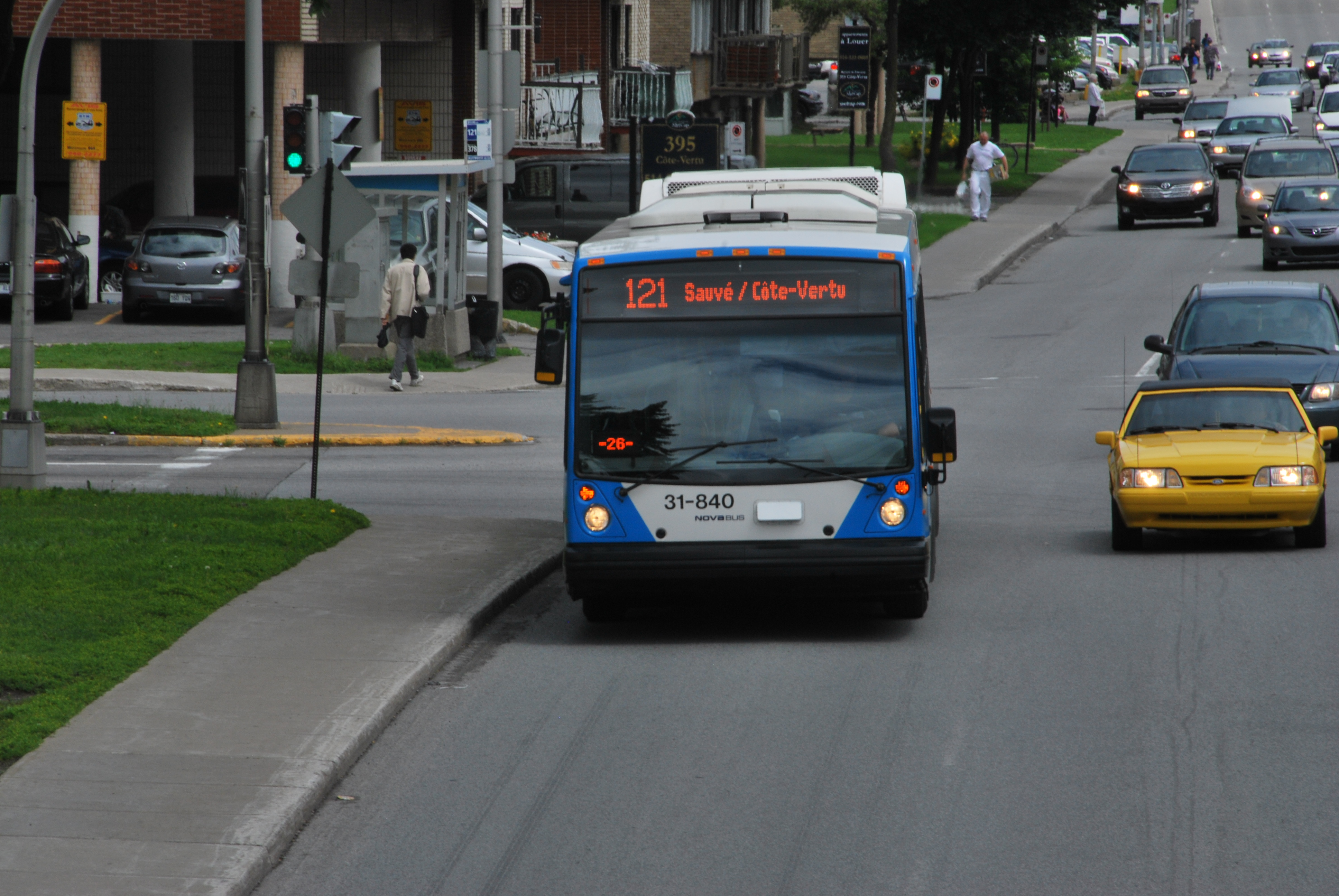
Ein STM Novabus Bus auf der Linie 121.

Bevor die STM gegründet wurde, betrieben mehrere kleinere Unternehmen Verbindungen mit Pferdekutschen. Zwischen 1861 und 1886 hat die Montreal City Passenger Railway Company ihren Betrieb aufgenommen. 1886 wurde das Unternehmen in Montreal Street Railway Company umbenannt. Die erste elektrische Straßenbahn fuhr im Jahre 1892, welche auch unter dem Namen Rocket bekannt war. 1893 wurde das Unternehmen erneut umbenannt. Welches ab sofort unter dem Namen Montreal Island Beltline Railway firmierte. Ein Jahr später wurde das Netz vollständig elektrifiziert, so dass im Jahre 1894 die letzte mit Pferde angetriebene Linie eingestellt wurde. 1910 wurde das Unternehmen in Montreal Public Service Corporation kurz darauf in Montreal Tramways Company umfirmiert.
Am 1. Januar 2002 wurden 27 bis dahin unabhängige Gemeinden auf der Île de Montréal in die Stadt Montreal eingegliedert. Seitdem trägt das Unternehmen den Namen Société de transport de Montréal, abgekürzt STM. Zuvor hieß das Unternehmen Société de transport de la communauté urbaine de Montréal, abgekürzt STCUM (englisch Montreal Urban Community Transit Corporation, abgekürzt MUCTC; deutsch etwa Transportunternehmen der städtischen Gemeinschaft Montreal).
Zum 1. Januar 2006 wurde dieser Zusammenschluss weitgehend rückgängig gemacht; viele dieser Gemeinden wurden wieder unabhängig von der Stadt Montreal. Dies änderte allerdings nichts an den Leistungen der STM, die weiterhin auch diese hauptsächlich in der Region West Island gelegenen Gemeinden bedient.
Zum 1. Juli 2023 wird die Freifahrt für Einwohner der Stadt, die mindestens 65 Jahre alt sind, eingeführt. Dafür ist eine Free 65+ All Modes A OPUS Card erforderlich.

## Verbindungen

### Schienenverkehr
Die Metro Montreal verfügt über vier Linien. Linie 1 (Grün) führt von der U-Bahn-Station Honoré-Beaugrand bis zur Endstation Angrignon. Die Linie 2 (Orange) beginnt an der Station Montmorency und endet an der Côte-Vertu. Die Linie 3 (Gelb) führt von der  U-Bahn-Station Berri-UQAM und endet an der Longueuil–Université-de-Sherbrooke. Die Linie 4 (Blau) startet an der Station Saint-Michel und endet an der Station Snowdon.

### Busverkehr
STM betreibt über 200 Busrouten und befördert 1.403.700 Personen pro Tag. Dabei verfügt da Netz über lokale planmäßige Verbindungen, die die Liniennummer 10–249 haben. Die Busse verkehren sieben Tage die Woche von Betriebsbeginn um 5:00 und bis zum Betriebsende um 1:00 am nächsten Werktag. Zu den Hauptzeiten verkehren diese Busse im 10-Minuten-Takt. Am Wochenende fahren die Busse in größeren Taktzeiten. Die  Buslinien 251 bis 263 sind speziell für ältere Mitbürger eingerichtet worden.
Die Nachtbus-Routen mit den Liniennummern 300–399 verkehren nachts zwischen 1:00 und 5:00 an sieben Tage in der Woche.
Die Express-Routen mit den Liniennummern 400–499 halten nicht an jeder Haltestelle. Sie sind als Metrobus und Trainbus eingerichtet und verbinden Stadtteile mit zentral gelegenen Umsteigebahnhöfen.
Die Linien 700–799 dienen als Sonderlinien für touristische Zwecke und Sondereinsatzverkehr bei größeren Veranstaltungen. Die Strecken führen zu bei Touristen beliebten Orten, wie  Old Montreal und La Ronde. Darüber hinaus verkehrt die Linie 747 tagsüber alle 8 bis Minuten und frühmorgens und abends alle 30 Minuten zwischen Innenstadt und dem Flughafen Montréal-Trudeau.

## Fuhrpark
STM verfügt über eine Busflotte mit etwa 1.600 Bussen. Die heute eingesetzten Busse stammen von Motor Coach Industries und Nova Bus. Dabei handelt es sich sowohl um konventionelle, als auch Niederflur- und Gelenkbusse.